# 増収裁判所
増収裁判所（ぞうしゅうさいばんしょ、英：Court of Augmentations）とは、かつてイングランドに存在した裁判所。トマス・クロムウェルの献策で新たな王領地からの収入を管理するために設置された。王室増加収入裁判所（おうしつぞうかしゅうにゅうさいばんしょ）とも。
宗教改革に伴う行政改革（財政機構改革）として、1535年にクロムウェルは初収入税と十分の一税を扱う初収入税・十分の一税局を設置（1540年に初収入税・十分の一税裁判所へ発展）、翌1536年には修道院解散で没収した修道院の財産と領地からの収益・経営を扱う機関として増収裁判所を設置した。この裁判所は旧修道院領の他にも没収・購入した新王領地の管理、売却・払い下げ・賃貸などの処分を行い、収入を国王私室へ払い込む任務を負った。
国王ヘンリー8世はこれで年間約9万ポンドの収入を得たとされ、クロムウェルの死後も進んだ財政機構改革で増収裁判所と初収入税・十分の一税裁判所を含む再編された各組織へと財政の分掌が進み、国家財政は国王の家政から分離されていった。
しかし旧修道院領が短期間で売却されたため、1547年に他の裁判所と合体・再編成されランカスター公領を除く王領地の収入を管理することになったが、腐敗・人員過剰などで能率が低下した。ノーサンバランド公ジョン・ダドリーの下で財政を担当した大蔵卿のウィンチェスター侯爵ウィリアム・ポーレットや国際金融専門家トマス・グレシャムは財政機構改善を図り、増収裁判所と初収入税・十分の一税裁判所を財務府へ吸収させた。こうして増収裁判所は1554年に廃止され権限は財務府に引き継がれた。